# Grand Prix Hiszpanii 2018

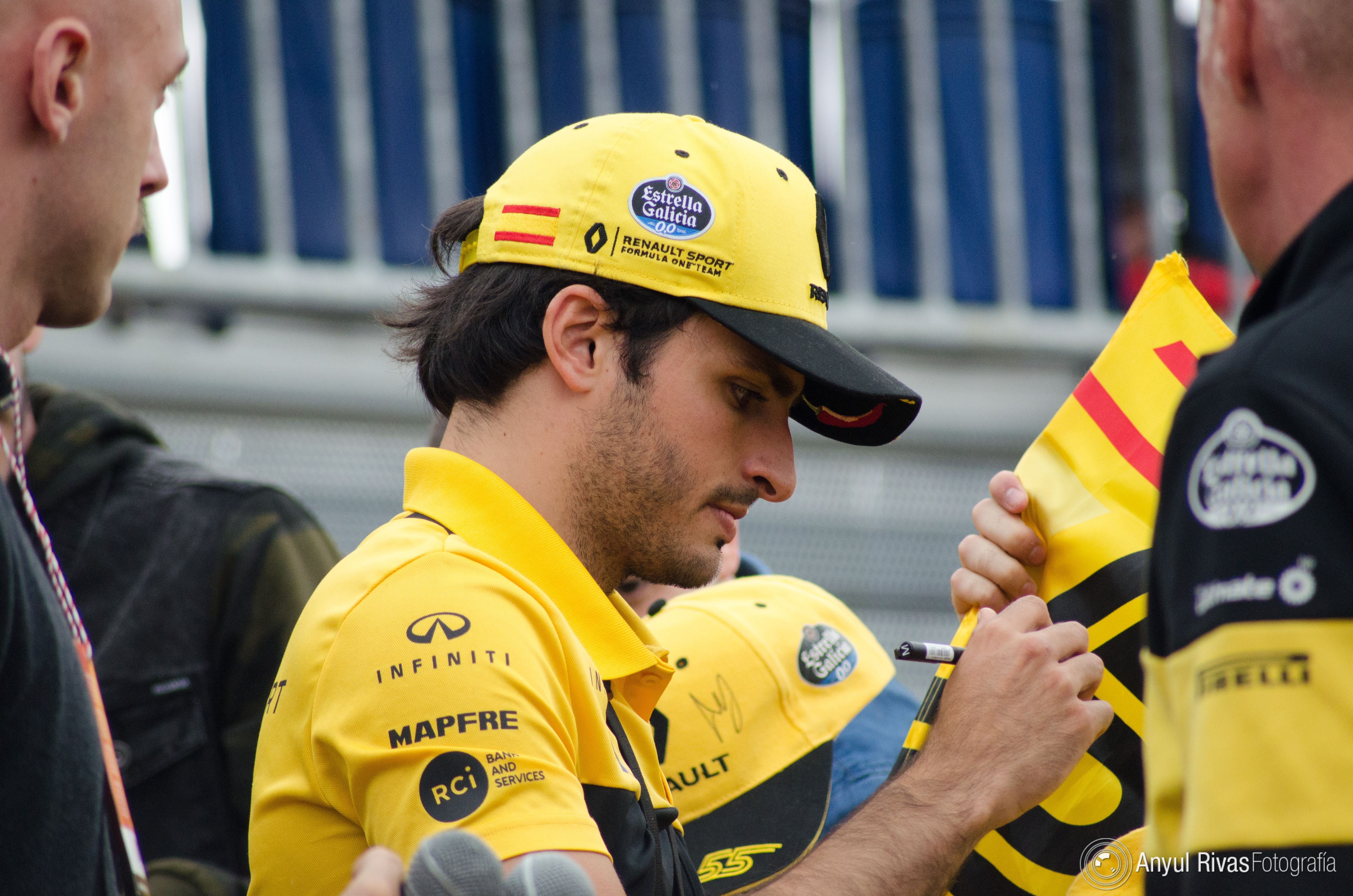
Carlos Sainz Jr. podczas Grand Prix Hiszpanii 2018

Grand Prix Hiszpanii 2018, oficjalnie Formula 1 Gran Premio de España Emirates 2018 – piąta eliminacja Mistrzostw Świata Formuły 1 w sezonie 2018. Grand Prix odbyło się w dniach 11–13 maja 2018 roku na torze Circuit de Barcelona-Catalunya w Montmeló.

## Lista startowa
Źródło: Wyprzedź Mnie!
| Nr | Kierowca          | Zespół                           | Samochód                      | Silnik            | Opony |
| -- | ----------------- | -------------------------------- | ----------------------------- | ----------------- | ----- |
| 2  | Stoffel Vandoorne | McLaren F1 Team                  | McLaren MCL33                 | Renault 1.6T V6   | P     |
| 3  | Daniel Ricciardo  | Aston Martin Red Bull Racing     | Red Bull RB14                 | TAG Heuer 1.6T V6 | P     |
| 5  | Sebastian Vettel  | Scuderia Ferrari                 | Ferrari SF71H                 | Ferrari 1.6T V6   | P     |
| 7  | Kimi Räikkönen    | Scuderia Ferrari                 | Ferrari SF71H                 | Ferrari 1.6T V6   | P     |
| 8  | Romain Grosjean   | Haas F1 Team                     | Haas VF-18                    | Ferrari 1.6T V6   | P     |
| 9  | Marcus Ericsson   | Alfa Romeo Sauber F1 Team        | Sauber C37                    | Ferrari 1.6T V6   | P     |
| 10 | Pierre Gasly      | Red Bull Toro Rosso Honda        | Toro Rosso STR13              | Honda 1.6T V6     | P     |
| 11 | Sergio Pérez      | Sahara Force India F1 Team       | Force India VJM11             | Mercedes 1.6T V6  | P     |
| 14 | Fernando Alonso   | McLaren F1 Team                  | McLaren MCL33                 | Renault 1.6T V6   | P     |
| 16 | Charles Leclerc   | Alfa Romeo Sauber F1 Team        | Sauber C37                    | Ferrari 1.6T V6   | P     |
| 18 | Lance Stroll      | Williams Martini Racing          | Williams FW41                 | Mercedes 1.6T V6  | P     |
| 20 | Kevin Magnussen   | Haas F1 Team                     | Haas VF-18                    | Ferrari 1.6T V6   | P     |
| 27 | Nico Hülkenberg   | Renault Sport Formula One Team   | Renault R.S.18                | Renault 1.6T V6   | P     |
| 28 | Brendon Hartley   | Red Bull Toro Rosso Honda        | Toro Rosso STR13              | Honda 1.6T V6     | P     |
| 31 | Esteban Ocon      | Sahara Force India F1 Team       | Force India VJM11             | Mercedes 1.6T V6  | P     |
| 33 | Max Verstappen    | Aston Martin Red Bull Racing     | Red Bull RB14                 | TAG Heuer 1.6T V6 | P     |
| 35 | Siergiej Sirotkin | Williams Martini Racing          | Williams FW41                 | Mercedes 1.6T V6  | P     |
| 40 | Robert Kubica     | Williams Martini Racing          | Williams FW41                 | Mercedes 1.6T V6  | P     |
| 44 | Lewis Hamilton    | Mercedes AMG Petronas Motorsport | Mercedes AMG F1 W09 EQ Power+ | Mercedes 1.6T V6  | P     |
| 55 | Carlos Sainz Jr.  | Renault Sport Formula One Team   | Renault R.S.18                | Renault 1.6T V6   | P     |
| 77 | Valtteri Bottas   | Mercedes AMG Petronas Motorsport | Mercedes AMG F1 W09 EQ Power+ | Mercedes 1.6T V6  | P     |
| Nr | Kierowca          | Zespół                           | Samochód                      | Silnik            | Opony |

## Wyniki

### Sesje treningowe
Źródło: Wyprzedź Mnie!
| Sesja | Nr | Kierowca        | Konstruktor | Czas     | Okr. |
| ----- | -- | --------------- | ----------- | -------- | ---- |
| 1     | 77 | Valtteri Bottas | Mercedes    | 1:18,148 | 32   |
| 2     | 44 | Lewis Hamilton  | Mercedes    | 1:18,259 | 39   |
| 3     | 44 | Lewis Hamilton  | Mercedes    | 1:17,281 | 15   |

### Kwalifikacje
Źródło: Wyprzedź Mnie!
| Poz. | Nr | Kierowca          | Konstruktor | Q1         | Q2       | Q3       | Poz. s. |
| --- | --- | ----------------- | ----------- | ---------- | -------- | -------- | ------- |
| 1 | 44 | Lewis Hamilton    | Mercedes    | 1:17,633   | 1:17,166 | 1:16,173 | 1       |
| 2 | 77 | Valtteri Bottas   | Mercedes    | 1:17,674   | 1:17,111 | 1:16,213 | 2       |
| 3 | 5 | Sebastian Vettel  | Ferrari     | 1:17,031   | 1:16,802 | 1:16,305 | 3       |
| 4 | 7 | Kimi Räikkönen    | Ferrari     | 1:17,483   | 1:17,071 | 1:16,612 | 4       |
| 5 | 33 | Max Verstappen    | Red Bull    | 1:17,411   | 1:17,266 | 1:16,816 | 5       |
| 6 | 3 | Daniel Ricciardo  | Red Bull    | 1:17,623   | 1:17,638 | 1:16,818 | 6       |
| 7 | 20 | Kevin Magnussen   | Haas        | 1:18,169   | 1:17,618 | 1:17,676 | 7       |
| 8 | 14 | Fernando Alonso   | McLaren     | 1:18,276   | 1:18,100 | 1:17,721 | 8       |
| 9 | 55 | Carlos Sainz Jr.  | Renault     | 1:18,480   | 1:17,803 | 1:17,790 | 9       |
| 10 | 8 | Romain Grosjean   | Haas        | 1:18,305   | 1:17,699 | 1:17,835 | 10      |
| 11 | 2 | Stoffel Vandoorne | McLaren     | 1:18,885   | 1:18,323 |          | 11      |
| 12 | 10 | Pierre Gasly      | Toro Rosso  | 1:18,550   | 1:18,463 |          | 12      |
| 13 | 31 | Esteban Ocon      | Force India | 1:18,813   | 1:18,696 |          | 13      |
| 14 | 16 | Charles Leclerc   | Sauber      | 1:18,661   | 1:18,910 |          | 14      |
| 15 | 11 | Sergio Pérez      | Force India | 1:18,740   | 1:19,098 |          | 15      |
| 16 | 27 | Nico Hülkenberg   | Renault     | 1:18,923   |          |          | 16      |
| 17 | 9 | Marcus Ericsson   | Sauber      | 1:19,493   |          |          | 17      |
| 18 | 35 | Siergiej Sirotkin | Williams    | 1:19,695   |          |          | 19      |
| 19 | 18 | Lance Stroll      | Williams    | 1:20,225   |          |          | 18      |
| 20 | 28 | Brendon Hartley   | Toro Rosso  | brak czasu |          |          | 20      |
| Poz. | Nr | Kierowca          | Konstruktor | Q1         | Q2       | Q3       | Poz. s. |
| \| Legenda \| Legenda \| \| ------------------------ \| ---------------------------------------------------------------------------------------------------------------------------------------------------------------------------------------------------------------------------------------------------------------- \| \| Poz. Nr Q1 Q2 Q3 Poz. s. \| Pozycja zajęta w sesji kwalifikacyjnej Numer startowy kierowcy Wynik uzyskany w pierwszej części kwalifikacji Wynik uzyskany w drugiej części kwalifikacji Wynik uzyskany w trzeciej części kwalifikacji Pozycja startowa po uwzględnięniu kar, przesunięć, itp. \| | |                   |             |            |          |          |         |
| Legenda | |                   |             |            |          |          |         |
| Poz. Nr Q1 Q2 Q3 Poz. s. | Pozycja zajęta w sesji kwalifikacyjnej Numer startowy kierowcy Wynik uzyskany w pierwszej części kwalifikacji Wynik uzyskany w drugiej części kwalifikacji Wynik uzyskany w trzeciej części kwalifikacji Pozycja startowa po uwzględnięniu kar, przesunięć, itp. |                   |             |            |          |          |         |

1. ↑  Siergiej Sirotkin został ukarany cofnięciem o trzy pozycje na starcie za spowodowanie kolizji w poprzedniej rundzie.
2. ↑  Brendon Hartley nie spełnił reguły 107% czasu, lecz został dopuszczony do wyścigu.

### Wyścig
Źródło: Wyprzedź Mnie!
| P                 | + / –     | Nr | Kierowca          | Konstruktor | Okr. | Czas / Strata | Komentarz                         |
| ----------------- | --------- | -- | ----------------- | ----------- | ---- | ------------- | --------------------------------- |
| 1                 | Bez zmian | 44 | Lewis Hamilton    | Mercedes    | 66   | 1h35m29,972   |                                   |
| 2                 | Bez zmian | 77 | Valtteri Bottas   | Mercedes    | 66   | +0:20,593     |                                   |
| 3                 | 2         | 33 | Max Verstappen    | Red Bull    | 66   | +0:26,873     |                                   |
| 4                 | 1         | 5  | Sebastian Vettel  | Ferrari     | 66   | +0:27,584     |                                   |
| 5                 | 1         | 3  | Daniel Ricciardo  | Red Bull    | 66   | +0:50,058     |                                   |
| 6                 | 1         | 20 | Kevin Magnussen   | Haas        | 65   | +1 okr.       |                                   |
| 7                 | 2         | 55 | Carlos Sainz Jr.  | Renault     | 65   | +1 okr.       |                                   |
| 8                 | Bez zmian | 14 | Fernando Alonso   | McLaren     | 65   | +1 okr.       |                                   |
| 9                 | 6         | 11 | Sergio Pérez      | Force India | 64   | +2 okr.       |                                   |
| 10                | 4         | 16 | Charles Leclerc   | Sauber      | 64   | +2 okr.       |                                   |
| 11                | 7         | 18 | Lance Stroll      | Williams    | 64   | +2 okr.       |                                   |
| 12                | 8         | 28 | Brendon Hartley   | Toro Rosso  | 64   | +2 okr.       |                                   |
| 13                | 4         | 9  | Marcus Ericsson   | Sauber      | 64   | +2 okr.       |                                   |
| 14                | 5         | 35 | Siergiej Sirotkin | Williams    | 63   | +3 okr.       |                                   |
| Niesklasyfikowani |           |    |                   |             |      |               |                                   |
|                   |           | 2  | Stoffel Vandoorne | McLaren     | 45   | +20 okr.      | skrzynia biegów                   |
|                   |           | 31 | Esteban Ocon      | Force India | 38   | +27 okr.      | wyciek oleju                      |
|                   |           | 7  | Kimi Räikkönen    | Ferrari     | 25   | +40 okr.      | turbo                             |
|                   |           | 8  | Romain Grosjean   | Haas        | 0    | +65 okr.      | kolizja z Hülkenbergiem i Gasly’m |
|                   |           | 10 | Pierre Gasly      | Toro Rosso  | 0    | +65 okr.      | kolizja z Grosjeanem              |
|                   |           | 27 | Nico Hülkenberg   | Renault     | 0    | +65 okr.      | kolizja z Grosjeanem              |
| P                 | + / –     | Nr | Kierowca          | Konstruktor | Okr. | Czas / Strata | Komentarz                         |

### Najszybsze okrążenie
Źródło: Wyprzedź Mnie!
| Nr | Kierowca         | Konstruktor | Czas     | Okr. |
| -- | ---------------- | ----------- | -------- | ---- |
| 3  | Daniel Ricciardo | Red Bull    | 1:18,441 | 61   |

### Prowadzenie w wyścigu
| Nr                              | Kierowca       | Konstruktor | Okrążenia   | Suma |
| ------------------------------- | -------------- | ----------- | ----------- | ---- |
| 44                              | Lewis Hamilton | Mercedes    | 1-25, 34-66 | 58   |
| 33                              | Max Verstappen | Red Bull    | 26-33       | 8    |
| \| Wykres \| \| ------ \| \| \| |                |             |             |      |
| Źródło: racing-reference.info   |                |             |             |      |
| Wykres                          |                |             |             |      |
|                                 |                |             |             |      |

## Klasyfikacja po wyścigu

### Kierowcy
| P  | +/− | Kierowca          | Starty | Punkty | P1 | P2 | P3 | PP | NO | NS |
| -- | --- | ----------------- | ------ | ------ | -- | -- | -- | -- | -- | -- |
| 1  | 0   | Lewis Hamilton    | 5      | 95     | 2  | 1  | 1  | 2  | –  | –  |
| 2  | 0   | Sebastian Vettel  | 5      | 78     | 2  | –  | –  | 3  | –  | –  |
| 3  | +1  | Valtteri Bottas   | 5      | 58     | –  | 3  | –  | –  | 2  | –  |
| 4  | −1  | Kimi Räikkönen    | 5      | 48     | –  | 1  | 2  | –  | –  | 2  |
| 5  | 0   | Daniel Ricciardo  | 5      | 47     | 1  | –  | –  | –  | 3  | 2  |
| 6  | +2  | Max Verstappen    | 5      | 33     | –  | –  | 1  | –  | –  | 2  |
| 7  | −1  | Fernando Alonso   | 5      | 32     | –  | –  | –  | –  | –  | –  |
| 8  | −1  | Nico Hülkenberg   | 5      | 22     | –  | –  | –  | –  | –  | 2  |
| 9  | +3  | Kevin Magnussen   | 5      | 19     | –  | –  | –  | –  | –  | 1  |
| 10 | 0   | Carlos Sainz Jr.  | 5      | 19     | –  | –  | –  | –  | –  | –  |
| 11 | −2  | Sergio Pérez      | 5      | 17     | –  | –  | 1  | –  | –  | –  |
| 12 | −1  | Pierre Gasly      | 5      | 12     | –  | –  | –  | –  | –  | 2  |
| 13 | 0   | Charles Leclerc   | 5      | 9      | –  | –  | –  | –  | –  | –  |
| 14 | 0   | Stoffel Vandoorne | 5      | 8      | –  | –  | –  | –  | –  | 1  |
| 15 | 0   | Lance Stroll      | 5      | 4      | –  | –  | –  | –  | –  | –  |
| 16 | 0   | Marcus Ericsson   | 5      | 2      | –  | –  | –  | –  | –  | 1  |
| 17 | 0   | Esteban Ocon      | 5      | 1      | –  | –  | –  | –  | –  | 2  |
| 18 | 0   | Brendon Hartley   | 5      | 1      | –  | –  | –  | –  | –  | –  |
| 19 | 0   | Romain Grosjean   | 5      | 0      | –  | –  | –  | –  | –  | 3  |
| 20 | 0   | Siergiej Sirotkin | 5      | 0      | –  | –  | –  | –  | –  | 2  |
| P  | +/− | Kierowca          | Starty | Punkty | P1 | P2 | P3 | PP | NO | NS |

### Konstruktorzy
| P  | +/− | Konstruktor               | Starty | Punkty | P1 | P2 | P3 | PP | NO | NS |
| -- | --- | ------------------------- | ------ | ------ | -- | -- | -- | -- | -- | -- |
| 1  | +1  | Mercedes                  | 10     | 153    | 2  | 4  | 1  | 2  | 2  | –  |
| 2  | −1  | Ferrari                   | 10     | 126    | 2  | 1  | 2  | 3  | –  | 2  |
| 3  | 0   | Red Bull Racing-TAG Heuer | 10     | 80     | 1  | –  | 1  | –  | 3  | 4  |
| 4  | +1  | Renault                   | 10     | 41     | –  | –  | –  | –  | –  | 2  |
| 5  | −1  | McLaren-Renault           | 10     | 40     | –  | –  | –  | –  | –  | 1  |
| 6  | +2  | Haas-Ferrari              | 10     | 19     | –  | –  | –  | –  | –  | 4  |
| 7  | −1  | Force India-Mercedes      | 10     | 18     | –  | –  | 1  | –  | –  | 2  |
| 8  | −1  | Scuderia Toro Rosso-Honda | 10     | 13     | –  | –  | –  | –  | –  | 2  |
| 9  | 0   | Sauber-Ferrari            | 10     | 11     | –  | –  | –  | –  | –  | 1  |
| 10 | 0   | Williams-Mercedes         | 10     | 4      | –  | –  | –  | –  | –  | 2  |
| P  | +/− | Konstruktor               | Starty | Punkty | P1 | P2 | P3 | PP | NO | NS |